# Иосиф (Золотухин)
Епи́скоп Ио́сиф (в миру Иоа́нн Золоту́хин; 20 января 1920 — 22 февраля 2014) — архиерей Русской Древлеправославной церкви, управляющий Белорусской епархией (2010—2014).

## Биография
Родился 20 января 1920 года. Служил священником в городе Льгове.
27 апреля 1996 года хиротонисан в епископа Курского. 6 декабря 1996 года решением Архиерейского собора Русской Древлеправославной церкви переведён на Уральскую кафедру.
23 декабря 2010 года решением Архиерейского Собора в связи с разделением Украинско-Белорусской епархии на две части, ему определено быть епископом Белорусским.
Собором 2011 года было принято решение о том что бы влвдыка Иосиф был отправлен в город Донецк на покой по состоянию здоровья. Скончался 22 февраля 2014 года.

## Семья
Мать приняла иноческий постриг с именем Евгения и похоронена в Приморско-Ахтарском районе недалеко от Покровки.